# Alexander Lube
Alexander Jan Wilhelm Lube (22 novembre 1996) è un tuffatore tedesco.

## Biografia
Ha frequentato la RWTH, l'Università Tecnica di Aquisgrana.
Ha fatto parte della squadra tedesca alle Tuffi alle Universaidi di Napoli 2019, dove si è classificato 4º nel trampolino 1 metro, dietro al cinese Liu Chengming, al connazionale Frithjof Seidel e all'italiano Gabriele Auber, e decimo nella squadra mista, al finaco di Saskia Oettinghaus.
Alla Coppa del mondo di Tokyo 2021 si è piazzato 31º trampolino 3 m e non è riusicto a qualificarsi ai Giochi olimpici.
Ai III Giochi europei di Rzeszów 2023 si è laureato vicecampione continentale nel sincro 10 m misto, con Elena Wassen. La vittoria gli ha attribuito anche il titolo di vicecampione europei di tuffi, essendo il campionato integrato nei Giochi europei. 
Ai mondiali di Fukuoka 2023 è stato eliminato nel turno preliminare del trampolino 1 m con il 31º piazzamento. Nel sincro 3 m misto si è classificato 7º con Jana Lisa Rother, mentre nel 10 m misto 10º, assieme a Pauline Pfeif.
Ha rappresentato la nazionale tedesca alle universiadi di Chengdu 2023, dove ha guadagnato l'argento nel sincro 3 m, al fianco di Lou Massenberg.

## Palmarès
- Giochi europei

Rzeszów 2023: argento nel sincro 10 m misto;
- Universiadi

Chengdu 2023: argento nel trampolino 3 m sincro.